# Minuten
För andra betydelser, se Minuten (olika betydelser).

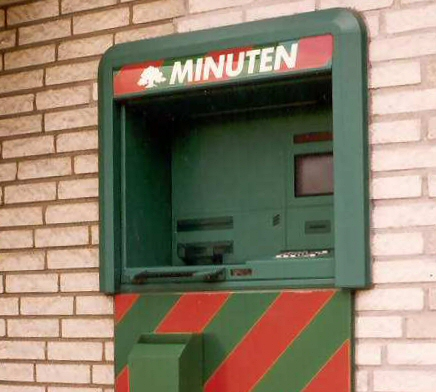
Minuten, 1987. Den utfrästa stiliserade Ericsson-logotypen i fronten avslöjar att detta är en av de E281-automater som utvecklades av Ericsson Information Systems tillsammans med det japanska företaget Omron 1984 och framåt.

Minuten var en äldre benämning på Swedbanks och de fristående Sparbankernas variant av uttagsautomat. 

## Historik
Minuten uttagsautomater tillverkades från 1967 i Malmö av ett företag som hette Metior AB (bildat av Securitas och Tetra Pak).
Den första Minutenautomaten för sedlar introducerades i Upsala Sparbank år 1967. Då användes ett laminerat hålkort i format A7, där lampor lyste igenom hål som bildade en kod (via fotoceller). 1968 kom automater med CR80-kort (normalt kreditkortsformat) med tre magnetremsor på. Detta var troligen de första magnetkorten i CR80-format i världen. Kunden skulle alltid "legitimera sig" med en personlig 4-ställig kod. De första uttagsautomaterna var "Offline", d.v.s. inte kopplade till någon dator. De hade en inbyggd s.k. "roterande spärr" som hindrade att man gjorde flera uttag efter varandra.
År 1968 kom den stora världsnyheten från Metior: en uttagsautomat som var kopplad direkt till en dator där man direkt kunde göra en kontroll mot kundens konto. Det var den första uttagsautomaten i världen som hade "online" uppkoppling. Det var vid Sparbanken Bikupans[källa behövs] automat vid Stortorget i Malmö. Det var delvis ett samarbete mellan Metior och IBM. Automaten var kopplad till en stordator, som var placerad i Sparbanken Bikupan.

## Datasaab och Ericssons Minutenmaskiner
År 1975 inledde Sparbankerna ett arbete med att förnya automaterna. Man valde att samarbeta med det amerikanska företaget Docutel som partner, och den svenska representanten för detta företag var Datasaab, som tidigare utvecklat datorn D5 som användes internt på Sparbankerna, och till vilka expediternas bankterminal ("teller machines") var anslutna. Cirka 600 av dessa amerikansktillverkade maskiner installerades, den första vid Sparbanken Dalarnas kontor i Falun, där systemet invigdes den 24 maj 1977.
Datasaab hade 1975 knutit band till den svenska sedelmatartillverkaren Inter Innovation i samband med en amerikansk order till Citibank. Man beslöt i början av 1980-talet baserat på erfarenheterna från Docutel och Citibank att utveckla två egna uttagsautomater som fick produktnamnen D681 och D683 och som anslöts direkt till Datasaab D16-datorn. Dessa automater installerades i Finland, Norge, Spanien och Österrike i små antal.
År 1982 hade Datasaab uppgått i Ericsson Information Systems (EIS) och Sparbankerna genom Spadab gjorde då en upphandling på c:a 1000 st uttagsautomater för utomhusbruk för att ersätta de gamla Docutel-maskinerna. Efter diskussioner med Spadab fick Ericsson år 1984 en order att utveckla en uttagsautomat tillsammans med det japanska företaget Omron. Automaten fick produktnamnet E281 och använde Ericssons bankdator E2100. I slutänden installerades cirka 900 automater hos de svenska sparbankerna och 180 i de finska sparbankerna. Detta är de maskiner som hade Ericssons logotyp i relief framtill.
Före 1995 kunde man endast använda Bankomat om man var kund i en affärsbank, kunder med konto hos dåvarande Sparbanken var hänvisade till Minuten. Efter det fungerade systemen med varandra för automatuttag, även om antalet funktioner i automaten beror på om kortet som används är anslutet till Swedbanksystemet eller är ett av kort utgivet av de banker som hanterade Bankomatsystemet (Swedbank är numera också en affärsbank).
Under 2000-talet har varumärket Minuten lagts ned och Swedbank och sparbankerna använder numera namnet Bankomat på sina automater.